# Франса (Португалія)
Франса (порт. França; МФА: [ˈfɾɐ̃.sɐ]) — парафія в Португалії, у муніципалітеті Браганса. Розташована в північно-східній частині країни, на теренах історичної португальської провінції Трансмонтана. Входить до складу округу Браганса. За адміністративним поділом, чинним до 1976 року, терени парафії були складовою провінції Трансмонтана і Верхнє Дору. Належить до Брагансько-Мірандської діоцезії Католицької церкви. Патрон — святий Лаврентій. Площа — 53,7130 км². Населення — 238 ос. (2011). Слабо урбанізований регіон. Густота населення — 4,43 осіб/км²
. Код — 040215.

## Населення
| Кількість мешканців | Кількість мешканців | Кількість мешканців | Кількість мешканців | Кількість мешканців | Кількість мешканців | Кількість мешканців | Кількість мешканців | Кількість мешканців | Кількість мешканців | Кількість мешканців | Кількість мешканців | Кількість мешканців | Кількість мешканців | Кількість мешканців |
| ------------------- | ------------------- | ------------------- | ------------------- | ------------------- | ------------------- | ------------------- | ------------------- | ------------------- | ------------------- | ------------------- | ------------------- | ------------------- | ------------------- | ------------------- |
| 1864                | 1878                | 1890                | 1900                | 1911                | 1920                | 1930                | 1940                | 1950                | 1960                | 1970                | 1981                | 1991                | 2001                | 2011                |
| 401                 | 398                 | 463                 | 517                 | 535                 | 509                 | 507                 | 612                 | 781                 | 834                 | 848                 | 609                 | 331                 | 275                 | 238                 |